# Eskil
Eskil je skandinávské mužské jméno znamenající „boží helma“ nebo „boží kotel“. Ve staré švédštině nacházíme jméno Askel nebo Æskil. Ve staré dánštině Askil nebo Eskil, Latinská forma je Eschillus. Finská varianta je Esko. Dánská varianta je Eskild. Norská varianta je Askjell. Ve Švédsku má v současnosti asi 6600 nositelů, jejich počet se postupně mírně zvyšuje. Ve Švédsku se jméno v poslední době stále více používá, nejedná se ovšem o žádnou módní vlnu.[zdroj⁠?!]
Jmeniny:
- 12. červen (Švédsko)
- 15. září (Norsko)

## Eskil v jiných jazycích
- Švédsky: Eskil
- Dánsky: Eskild
- Norsky: Eskil nebo Askjell
- Finsky: Esko
- Latinsky: Eschillus

## Známí nositelé jména
- Svatý Eskil (11. století) – anglosaský mnich, biskup Eskilstuna, mučedník
- Eskill (arcibiskup) (před 1372 – 1428) – arcibiskup z Nidaros
- Eskil z Lund (kolem 1100 – kolem 1181) – dánský arcibiskup z Lund
- Eskil Erlandsson (*1957) – švédský ministr zemědělství
- Eskil Ervik (*1975) – norský rychlobruslař
- M. Eskil Winge (1825–1896) – švédský malíř